# Романиоти
Романиотите или романьотите (на гръцки: Ρωμανιῶτες), наричани понякога византийски евреи, са старо еврейско население в рамките на Източната Римска империя, откъдето произхожда и името им.